# Aeroportul Municipal Tahlequah
Aeroportul Municipal Tahlequah (IATA: TQH, ICAO: KTQH, FAA LID: TQH) este un aeroport din Oklahoma, Statele Unite ale Americii ce deservește zona Tahlequah⁠(d). A fost numit după zona deservită.
Situat la o altitudine de 266 m, aeroportul dispune de 1 pistă.

## Infrastructură

### Piste
Aeroportul dispune de o singură pistă. Pista 17/35 are suprafața de asfalt și dimensiunile 5.001 picioare × 75 picioare. 